# Спонтанная эмфизема средостения
Спонта́нная эмфизе́ма средосте́ния (спонтанный пневмомедиа́стинум, синдро́м Ха́ммена) — редко встречающееся самостоятельное заболевание, заключающееся в инфильтрации воздухом клетчатки средостения, характеризующееся доброкачественным течением и возникающее без определённых причин. Заболевание наиболее часто проявляется следующей триадой симптомов: болью за грудиной, затруднением дыхания и одутловатостью шеи, обусловленной эмфиземой мягких тканей. Спонтанная эмфизема средостения характеризуется благоприятным прогнозом: как правило, на фоне консервативной терапии достаточно быстро происходит постепенное бесследное исчезновение её симптомов. В практическом отношении особенностью спонтанного пневмомедиастинума является то, что торакальные хирурги, сталкивающиеся в своей практике с этим доброкачественным заболеванием, вынуждены исключать при этой патологии другие серьёзные и угрожающие жизни болезни и состояния, такие как спонтанный разрыв или перфорация пищевода, повреждение трахеи, некротизирующий медиастинит и другие.

## История

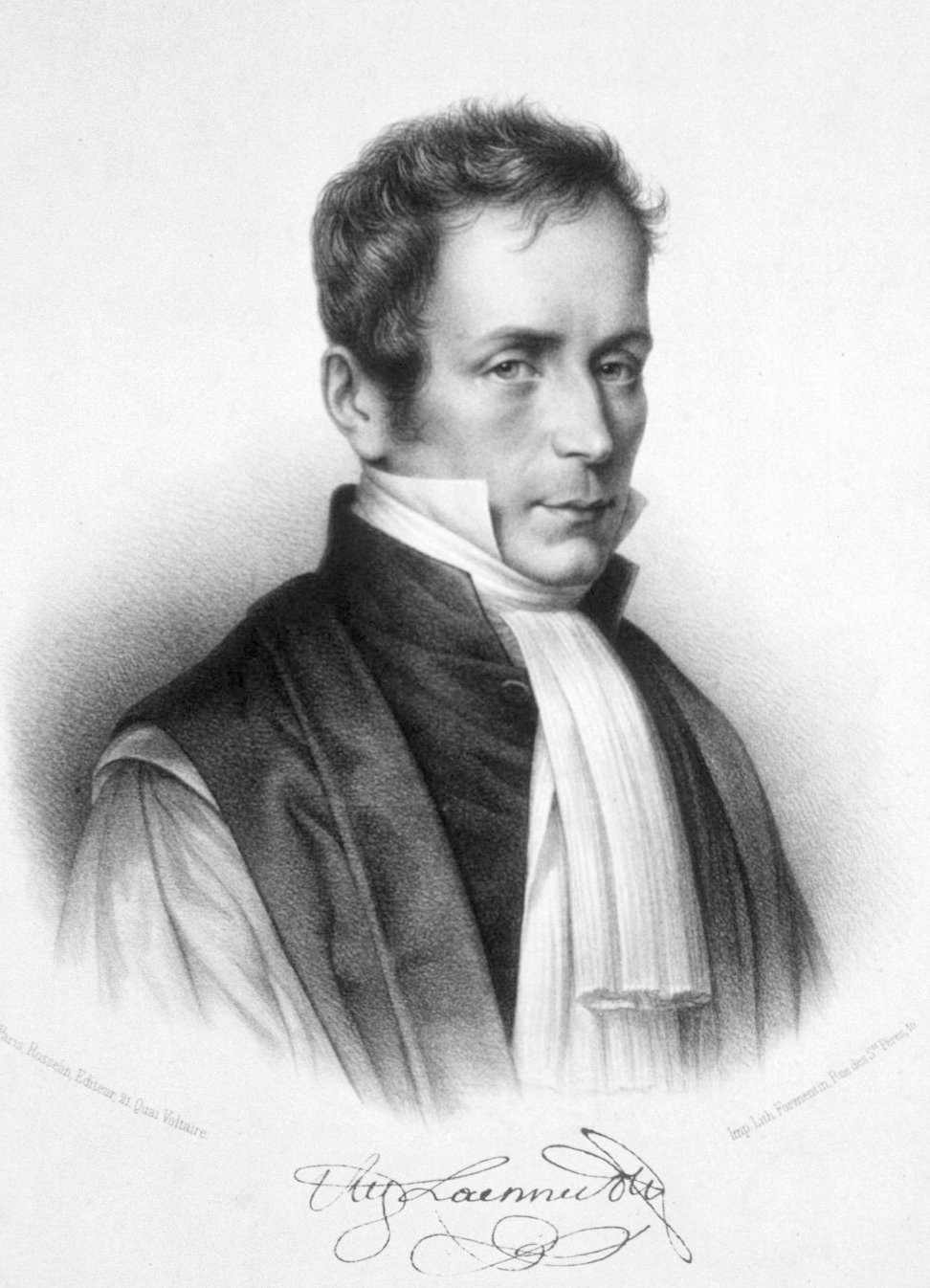
Французский врач и анатом Рене Лаэннек (Rene Laennec, 1781—1826), в 1819 году впервые описавший эмфизему средостения

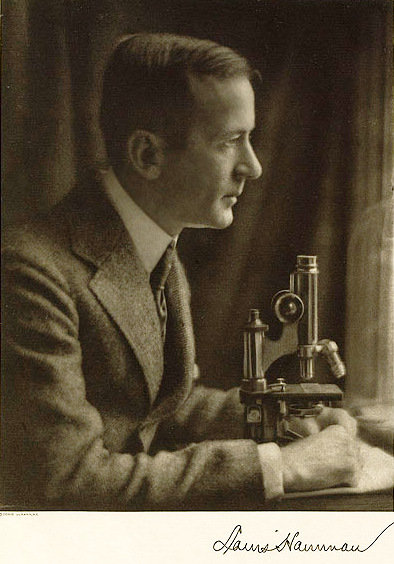
Американский врач (Louis Virgil Hamman, 1877—1946), впервые сообщивший о спонтанном пневмомедиастинуме как о самостоятельном заболевании в 1939 году

Первое упоминание о спонтанной эмфиземе средостения относится к 1617 году, когда акушерка королевы Франции Louise Bourgeois в своих мемуарах описала внезапно возникшую у неё при родах одутловатость шеи. Клиническая картина эмфизема средостения, возникшей после травматического воздействия, впервые достаточно полно описана французским врачом и анатомом Рене Лаэннеком (René-Théophile-Hyacinthe Laënnec, 1781—1826) в 1819 году в трактате «О выслушивании стетоскопом». Первое сообщение о спонтанном пневмомедиастинуме как о самостоятельном заболевании принадлежит американскому врачу, сотруднику университетской клиники Джонса Хопкинса Луи Хаммену (Louis Virgil Hamman, 1877—1946), в 1939 году описавшему грубую крепитацию, синхронную с сердечными сокращениями и аускультативно выслушиваемую вдоль левого края грудины в III—VI межреберьях (симптом Хаммена). В связи с этим, в зарубежной медицинской литературе спонтанный пневмомедиастинум часто называют синдромом Хаммена (или болезнью Хаммена). Патофизиологические механизмы спонтанного пневмомедиастинума на основании проведённых на лабораторных животных экспериментов описали в 1944 году M. Т. Macklin и С. C. Macklin.

## Эпидемиология
Страдают в основном мужчины молодого возраста (до 30 лет). У мужчин спонтанный пневмомедиастинум встречается примерно в 3 раза чаще (74 %), чем у женщин (26 %). Частота спонтанной эмфиземы средостения у госпитализированных больных варьирует, по данным различных авторов, от 1:3578 до 1:44511. В последние годы наблюдается некоторый рост заболеваемости спонтанной эмфиземой средостения, что, однако, может быть связано с возросшей осведомлённостью врачей и расширившимися возможностями получения пациентами адекватного инструментального обследования или же с большим распространением среди молодых людей систематического употребления ингаляционных наркотических веществ.
Частота спонтанной эмфиземы средостения у обратившихся в отделения неотложной помощи детей составляет от 1:800 до 1:15150.

## Этиология

### Предрасполагающие факторы
Предсуществующими заболеваниями лёгких и других органов, на фоне которых чаще всего возникает спонтанная эмфизема средостения, являются:
- бронхиальная астма[14][16][20];
- хронический бронхит[6][21];
- пневмония;
- буллёзная эмфизема легких[3];
- пневмосклероз;
- коклюш[14];
- ожог дыхательных путей;
- идиопатический фиброзирующий альвеолит[2][19];
- эозинофильные инфильтрации лёгких[21];
- саркоидоз[21];
- бронхоэктатическая болезнь[21];
- силикоз[21]
- диабетический ацидоз[21][22];
- курение[6][22];
- нервная анорексия[4].

### Триггерные факторы
Непосредственной причиной развития данного синдрома является физическое напряжение при следующих состояниях:
- кашель[5][6][8][16][23];
- рвота[4][5][6][8][20][23];
- приступ бронхиальной астмы[8][16];
- физическая нагрузка[6][8][16];
- интубация трахеи[19];
- фиброэзофагогастродуоденоскопия[19][21];
- фибробронхоскопия[21];
- приём пищи[19];
- роды[14][16] (возникает, как правило, во втором периоде длительных первых родов; примерно 1 случай на 100000 родов)[24];
- чихание[16];
- акт дефекации[6][16][20];
- истерический крик[2];
- игра на духовых музыкальных инструментах[20];
- надувание воздушных шаров[16][20];
- употребление ингаляционных наркотических веществ, в первую очередь кокаина[8][16][20][22][25].

## Патогенез
В настоящее время наиболее распространённым в научных кругах является мнение, что спонтанная эмфизема средостения возникает в результате разрыва терминальных альвеол, локализующихся в корне сегмента легкого и прилежащих к охватывающей сегментарные сосуды и бронхи рыхлой клетчатке. Разрыву стенки альвеолы способствует повышение внутриальвеолярного давления, что может наблюдаться при бронхоспазме, в том числе рефлекторном, кашле, дефекации, физической нагрузке. Кроме того, разрыву альвеолярной стенки могут способствовать изменения, возникающие при интерстициальных заболеваниях лёгких. Воздух, поступающий из повреждённой альвеолы, распространяется по градиенту давления вдоль сосудов и бронхов в сторону ворот лёгких, а затем в средостение. Распространение воздуха именно в направлении от повреждённых альвеол в сторону средостения (эффект Macklin) происходит потому, что давление в средостении ниже, чем на периферии лёгких. Проникнувший в средостение воздух может распространяться на клетчаточные пространства шеи, мягких тканей грудной клетки, в полость перикарда, а в некоторых случаях (в зависимости от его количества) даже в забрюшинное клетчаточное пространство. Вследствие расслоения воздухом тканей заглоточного клетчаточного пространства и скопления воздуха под
слизистой оболочкой задней стенки ротоглотки возможно появление гнусавости.
В небольшом проценте случаев происходит неуклонно прогрессивное увеличение количества воздуха в средостении, что приводит к развивитию напряжённого пневмомедиастинума, оказывающего негативное влияние на жизненно важные функции организма, так как он способен вызывать сдавление тонкостенных магистральных вен средостения, тем самым вызывая угнетение сердечной деятельности из-за уменьшения венозного притока крови к сердцу. При прорыве воздуха через париетальную плевру в плевральную полость развивается пневмоторакс, в некоторых случаях двусторонний.

## Клиническая картина
Наиболее часто в клинической картине отмечается следующая триада симптомов: постоянная загрудинная боль колющего или давящего характера (самый частая жалоба пациентов, встречается в 54—88 %), в некоторых случаях иррадиирующая в шею или спину, затруднение дыхания (инспираторная одышка) и одутловатость шеи, обусловленная эмфиземой мягких тканей (96,2 %). Подкожная эмфизема при спонтанном пневмомедиастинуме может распространяться на грудную стенку, в основном на её верхние отделы, что отмечается у 29—37,5 % пациентов. Гораздо реже наблюдается обширная эмфизема с распространением на несколько анатомических областей (брюшную стенку, верхние и нижние конечности, лицо).
Также могут быть жалобы на боли в горле, а также спине, плече, пояснице, общую слабость, кашель, дисфагию, одинофагию, ринофонию, нарушение фонации (гнусавость или осиплость голоса).
Вместе с тем, при спонтанном пневмомедиастинуме основные показатели жизненно важных функций организма, как правило, не страдают, а общее состояние пациентов остаётся относительно удовлетворительным, что отражает доброкачественную природу этого заболевания.

## Инструментальное исследование
Основными методами диагностики спонтанного пневмомедиастинума являются рентгенография грудной клетки в прямой и боковых проекциях и компьютерная томография органов грудной клетки. Другие инструментальные исследования, такие как рентгеноконтрастное исследование пищевода, фиброэзофагогастродуоденоскопия, фибротрахеобронхоскопия, электрокардиография, назначаются с целью исключения другой патологии, имеющей сходные клинические или рентгенологические проявления.

### Рентгенография лёгких в прямой и боковой проекциях
На рентгенограммах обнаруживаются полосы просветления или пузырьки газа, окружающие тень средостения, приподнимая медиастинальную плевру, довольно часто описанные изменения распространяются на шею и грудную стенку. При рентгенографии в прямой проекции свободный газ в средостении часто обнаруживается по левой границе сердца и покрывает внутреннюю поверхность медиастинальной плевры, при этом создаётся хорошо заметная плевральная линия кнаружи от легочного ствола и дуги аорты. На боковых рентгенограммах свободный газ обуславливает полосы просветления вдоль контуров восходящей аорты, дуги аорты и отходящих от неё ветвей, легочных артерий и трахеи. Свободный газ располагается и вдоль линии прикрепления диафрагмы к грудине, вдоль тимуса и плече-головных вен.
В ряде случаев диагностировать пневмомедиастинум при обзорной рентгенографии затруднительно ввиду наличия у пациентов выраженной эмфиземы мягких тканей грудной клетки, экранирующей средостение. В таких случаях целесообразно выполнение компьютерной томографии органов грудной клетки.

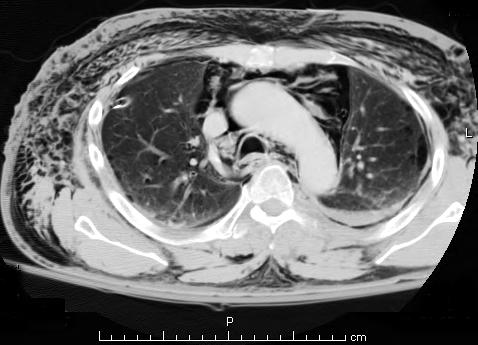
Компьютерная томография грудной клетки пациента с пневмомедиастинумом и эмфиземой мягких тканей груди

### Компьютерная томография органов грудной клетки
Компьютерная томография является наиболее эффективным методом диагностики эмфиземы средостения, так как с его помощью легко выявляется наличие газа в средостении, на поперечных сечениях хорошо определяется его локализация и распространённость эмфиземы. Преимуществом перед рентгенографией является возможность диагностики пневмомедиастинума даже в тех случаях, когда имеется выраженная эмфизема мягких тканей грудной стенки, сводящая информативность рентгенографии в этой ситуации к минимуму. Кроме того, компьютерная томография позволяет провести дифференциальную диагностику спонтанного пневмомедиастинума и других заболеваний с похожей клинической картиной, а также важна для установления причины заболевания.

### Рентгеноконтрастное исследование пищевода
Применяется для исключения разрыва пищевода, также сопровождающегося пневмомедиастинумом, особенно в тех случаях, когда возникновению спонтанной эмфиземы средостения предшествовала рвота. При исследовании используется водорастворимый контрастный препарат.

### Фиброэзофагогастродуоденоскопия
Фиброэзофагогастродуоденоскопия (ФЭГДС) также выполняется для исключения повреждения пищевода и глотки, что актуально в тех случаях, когда перед появлением спонтанного пневмомедиастинума производились эндоскопические манипуляции или больные обращались к врачу по поводу инородных тел пищевода.

### Фибротрахеобронхоскопия
Диагностическая фибротрахеобронхоскопия показана при подозрении на травму трахеи, как правило, при эмфиземе средостения, возникшей после интубации трахеи, а также для исключения повреждения гортани и бронхов.

### Электрокардиография
Электрокардиография проводится с целью исключения сердечной патологии как причины болей за грудиной.

## Дифференциальный диагноз
Спонтанную эмфизему средостения приходится дифференцировать с другими серьёзными и нередко угрожающими жизни заболеваниями и патологическими состояниями, сопровождающимися развитием пневмомедиастинума: прободением дивертикулов, язв и раковых опухолей пищевода и трахеи, несостоятельностью швов на трахее, бронхе, лёгком, пищеводе, спонтанными разрывами и травматическими повреждениями пищевода, в том числе ятрогенными (например, при бужировании пищевода, выполнении фиброэзофагогастродуоденоскопии), повреждением трахеи при её интубации, ранениями забрюшинного пространства, разрывами забрюшинного отдела двенадцатиперстной кишки и другими. В постановке правильного диагноза большую роль играет тщательный сбор анамнеза болезни: наличие или отсутствие факта травмы грудной клетки или брюшной полости, проводившихся перед появлением эмфиземы средостения медицинских манипуляций (фиброэзофагогастродуоденоскопия, бужирование пищевода, интубация трхеи и т. п.) или оперативных вмешательств на органах шеи, грудной клетки и брюшной полости. В сомнительных случаях проводится дополнительное инструментальное обследование (рентгеноконтрастное исследование пищевода, фиброэзофагогастродуоденоскопия, фибротрахеобронхоскопия), позволяющее исключить другую патологию.

## Лечение
Консервативная терапия спонтанного пневмомедиастинума достаточно эффективна и включает постельный режим, обезболивание и оксигенотерапию. С профилактической целью также показано назначение комплексной антибактериальной терапии, особенно в случаях, когда сразу невозможно исключить разрыв пищевода или трахеи. Кроме того, целесообразно назначение противовоспалительных препаратов, коррекция бронхообструктивного синдрома, подавление кашлевого рефлекса.
При развитии напряжённого пневмомедиастинума для декомпрессии средостения показано хирургическое лечение: выполнение верхней медиастинотомии с раскрытием претрахеальной клетчатки до бифуркации трахеи, дренированием средостения и проведением активной аспирации. При неэффективности этих мер и дальнейшем нарастании напряженного пневмомедиастинума требуется неотложная чресплевральная широкая медиастинотомия.
При напряжённой спонтанной эмфиземе средостения у детей грудного возраста выполняется дренирование средостения через субксифоидальный доступ.
В случае присоединения к спонтанной эмфиземе средостения пневмоторакса показано дренирование соответствующей плевральной полости.

## Прогноз
Прогноз заболевания благоприятный. Как правило, на фоне консервативной терапии довольно быстро происходит постепенное исчезновение симптомов и у большинства пациентов наблюдается полное разрешение пневмомедиастинума к 8-м суткам от момента его возникновения. Лишь в небольшом проценте случаев эмфизема средостения прогрессирует и развивается напряжённый пневмомедиастинум, представляющий опасность из-за того, что происходит сдавление тонкостенных магистральных вен средостения, сопровождающееся угнетением сердечной деятельности, нарушением дыхания и возможным смертельным исходом без неотложного оперативного вмешательства.
В мировой медицинской литературе описаны лишь единичные наблюдения рецидива спонтанной эмфиземы средостения.